# Maria Orosa

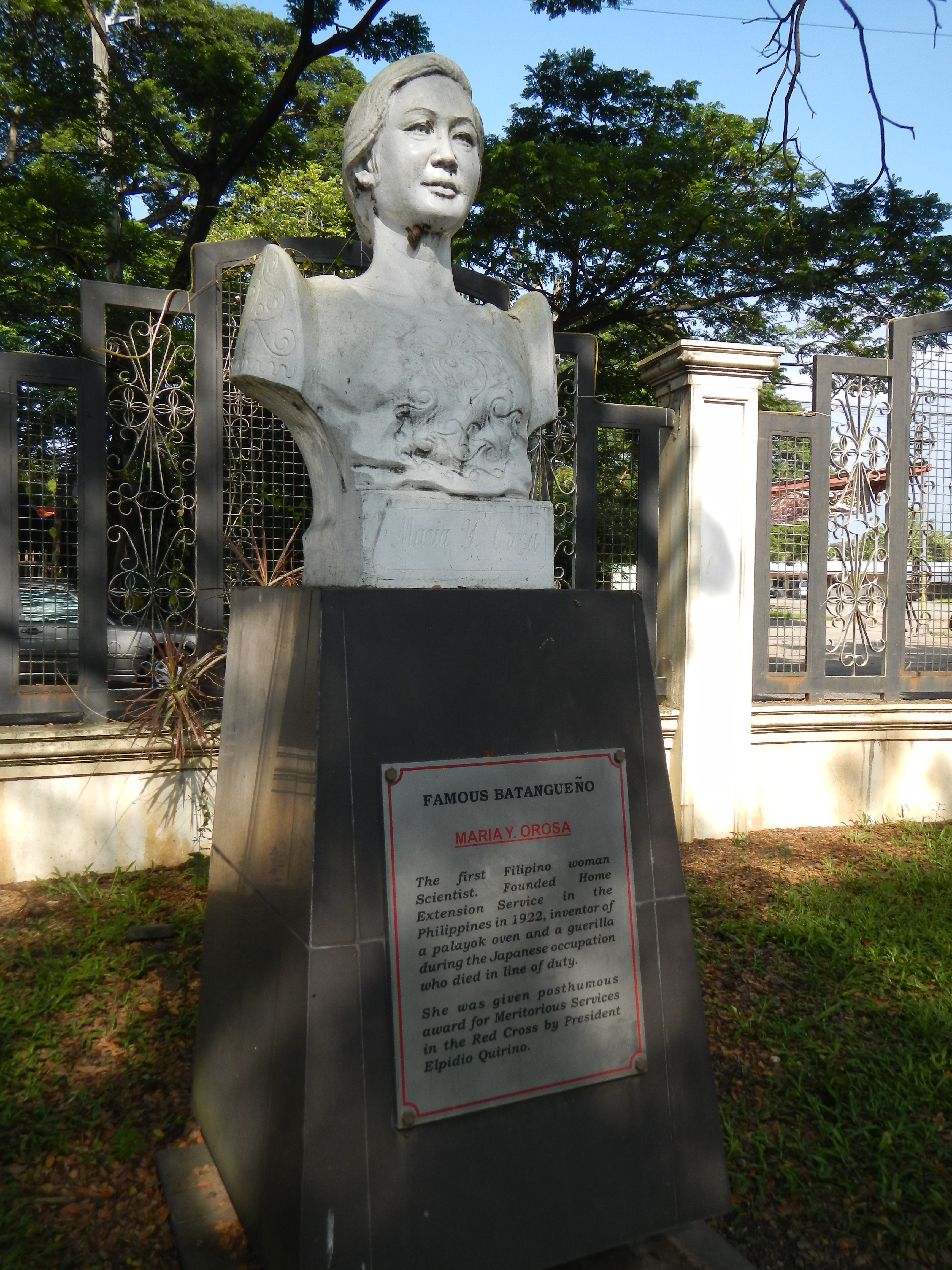
Maria Orosa

Maria Orosa (Taal, 29 november 1893 - Manilla, 13 februari 1945) was een Filipijns levensmiddelentechnologe.

## Biografie
Maria Orosa werd geboren op 6 augustus 1891 in Taal in de Filipijnse provincie Batangas. Ze was het vierde kind van in totaal acht kinderen van Simplicio Orosa en Juliana Ylagan. Na haar middelbareschoolopleiding begon ze aan een studie Farmacie aan de University of the Philippines. Ze wilde echter naar de Verenigde Staten voor een vervolgopleiding. In vertrok ze daarom, zonder toestemming van haar moeder naar de VS, waar ze in juli 1916 aankwam in Seattle. Daar startte ze een studie aan de Universiteit van Washington. In 1918 voltooide ze de Bachelor-opleiding Farmaceutische Chemie. De twee jaar erna werkte ze als assistent scheikundige voor de staat Washington. Ondertussen voltooide ze in 1919 een Bachelor Voedselchemie en een jaar later een bachelor Farmacie. In 1921 behaalde ze haar masterdiploma Farmacie.
Na haar opleiding keerde Orosa terug in de Filipijnen waar als scheikundige werkte voor het Bureau of Science en tot 1924 doceerde aan Centro Escolar University. Toe in 1923 de Food Preservation Division werd opgericht begin ze met demonstraties met betrekking tot het goed houden van voedsel. Dit pionierswerk voor die tijd deed ze door het hele land. In 1927 werd Orosa benoemd tot waarnemend hoofd van de divisie. Een jaar later was ze het hoofd. Hetzelfde jaar werd ze door de overheid naar het buitenland gestuurd. In de Verenigde Staten leerde ze over het inblikken van voedsel. In Europa bezocht ze bekende kookopleidingen. Bij terugkomst werd ze aangesteld als hoofd van de Home Economics Division. In 1933 werd ze opnieuw hoofd van de Food Preservation Division en vanaf 1 mei van dat jaar ook hoofd van de Home Economics Division van het Ministerie van Landbouw en Handel. In 1936 werd de divisie overgeplaatst naar het Bureau of Plant Industry.
Oroasa leerde haar landgenoten onder meer om lokale delicatessen als adobe, dinuguan, kilawen en escabeche te preserveren. Ook was ze samen met collega's van het Bureau of Plant Industry verantwoordelijk voor het uitvinden van Oroval en Clarosa. Ze stond ook bekend om haar vindingen als bananenketchup, wijnen van lokaal fruit als casay en guave, ananasazijn, bananen- en cassavazetmeel, sojamelk, gelei van lokale vruchten als guave, santol, mango. Ook was ze verantwoordelijk voor rijstkoekjes, die bekend waren onder de naam ricebran of darak, die effectief waren bij de bestrijding van beriberi.
In de Tweede Wereldoorlog sloot ze zich aan bij de Marking's Guerillas, waar ze zich concentreerde op het van voedsel voorzien van de krijgsgevangenen in kampen in Tarlac, Pampanga, Laguna en op de campus van de University of Santo Tomas. Haar speciaal geprepareerde sojabonen, met de naam "Soyalac", ook bekend als het "magische eten" redden vele duizenden gevangen Filipijnse en Amerikaanse soldaten het leven die anders door honger waren gestorven.
Orosa overleed in 1945 op 51-jarige leeftijd als gevolg van Japanse granaataanvallen. Ze raakte in eerste instantie gewond bij een aanval op haar werk, het Bureau of Plant Industry. Terwijl ze in het Malate Remedios Hospital werd behandeld werd ze bij een nieuwe granaataanval dodelijk geraakt in de hartstreek. Ze werd samen met zo'n 70 anderen begraven in de tuin van de Malate Catholic School. Een straat van T.M. Kalaw tot aan Padre Faura in de wijk Ermita in Manilla werd naar haar vernoemd. Ook werd op 29 november 1983 een monument voor haar onthuld op het Bureau of Plant Industry in San Andrés in Manilla.